# Globi d'oro 2013
La 53ª edizione dei Globi d'oro si è tenuta il 3 luglio 2013 a Palazzo Farnese a Roma.

## Albo d'oro
I vincitori sono indicati in grassetto, a seguire gli altri candidati.

### Gran Premio della stampa estera
- L'intervallo, regia di Leonardo Di Costanzo

### Miglior regia
- Daniele Ciprì - È stato il figlio
- Roberto Andò - Viva la libertà
- Ivano De Matteo - Gli equilibristi
- Leonardo Di Costanzo - L'intervallo
- Paolo Sorrentino - La grande bellezza

### Miglior opera prima
- Miele, regia di Valeria Golino
- L'intervallo, regia di Leonardo Di Costanzo
- Razzabastarda, regia di Alessandro Gassmann

### Miglior attore
- Alessandro Gassmann - Razzabastarda
- Aniello Arena - Reality
- Luca Marinelli - Tutti i santi giorni
- Valerio Mastandrea - Gli equilibristi
- Toni Servillo - La grande bellezza

### Miglior attrice
- Jasmine Trinca - Miele
- Margherita Buy - La scoperta dell'alba
- Laura Chiatti - Il volto di un'altra
- Claudia Gerini - Amiche da morire
- Thony - Tutti i santi giorni

### Miglior sceneggiatura
- Giorgia Farina e Fabio Bonifacci - Amiche da morire
- Ivano De Matteo - Gli equilibristi
- Niccolò Ammaniti, Umberto Contarello, Francesca Marciano, Bernardo Bertolucci - Io e te
- Leonardo Marini, Toni Trupia, Michele Placido - Itaker - Vietato agli italiani
- Roberto Andò, Angelo Pasquini - Viva la libertà

### Miglior fotografia
- Luca Bigazzi - La grande bellezza
- Daria D'Antonio - Padroni di casa
- Marco Onorato - Reality
- Italo Petriccione - Educazione siberiana
- Fabio Zamarion - La migliore offerta

### Miglior musica
- Franco Piersanti - Io e te
- Mauro Pagani - Educazione siberiana
- Lele Marchitelli - La grande bellezza
- Ennio Morricone - La migliore offerta
- Pivio e Aldo De Scalzi - Razzabastarda

### Miglior documentario
- Suicidio Italia - Storie di estrema dignità, regia di Filippo Soldi
- Lo Stato della follia, regia di Francesco Cordio
- Girlfriend in a Coma, regia di Annalisa Piras

### Miglior cortometraggio
- L'appuntamento, regia di Gianpiero Alicchio
- L'esecuzione, regia di Enrico Iannaccone
- La prima legge di Newton, regia di Piero Messina
- Pre Carità, regia di Flavio Costa

### Globo d'oro alla carriera
- Giuseppe Tornatore
- Franco Zeffirelli